# Juan Carlos Loera de la Rosa
Juan Carlos Loera de la Rosa (Ciudad Juárez, Chihuahua, 27 de abril de 1969) es un político mexicano, miembro del Movimiento Regeneración Nacional. Fue diputado federal plurinominal al Congreso de la Unión 2018 a 2021, delegado federal de los programas de Bienestar en el estado de Chihuahua, de 2018 a 2020 y de 2021 a 2023. Fue candidato de Morena a la gubernatura de Chihuahua para las elecciones de 2021.

## Trayectoria académica
Juan Carlos Loera de la Rosa es Ingeniero Electromecánico en Planta y Mantenimiento egresado del Instituto Tecnológico de Ciudad Juárez, misma institución en la que tiene una maestría en Ingeniería Ambiental.
Desarrolló su profesión en la industria maquiladora en Ciudad Juárez y posteriormente se dedicó a la actividad empresarial de forma privada.

## Trayectoria política
Fue militante del Partido Mexicano Socialista y del Partido de la Revolución Democrática, hasta renunciar a este último en 2012, para seguir a Andrés Manuel López Obrador en la construcción del Movimiento Regeneración Nacional. 
En 2012 inició su actividad política en Morena, fundando el partido en la ciudad de El Paso, Texas y luego extendiendo su actividad a Ciudad Juárez. Fue elegido consejero nacional de Morena y luego secretario de Mexicanos en el Exterior y Política Internacional del comité ejecutivo nacional y secretario general del partido en Chihuahua. En las elecciones de 2016 fue candidato de Morena a presidente municipal de Ciudad Juárez, elecciones en que resultó triunfador el candidato independiente Armando Cabada Alvídrez.

### Diputado federal plurinominal (2018) (2020-2021)
En 2018 fue elegido diputado federal por el principio de representación proporcional a la LXIV Legislatura de ese año a 2021. En la Cámara de Diputados fue secretario de la comisión de Asuntos Frontera Norte e integrante de las de Asuntos Migratorios, de Seguridad Pública y de Desarrollo Social.

### Delegado de programas de bienestar en Chihuahua (2018-2020) (2021-2023)
El 1 de diciembre de 2018 asumió el cargo de delegado de los Programas de Bienestar en estado de Chihuahua y renunció a dicho cargo el 30 de octubre de 2020.
El 20 de diciembre siguiente, fue postulado como candidato a Morena a la gubernatura de Chihuahua, para las elecciones de 2021.  En una decisión controversial por parte de los postulado en especial por el senador Cruz Pérez Cuéllar quien decidió impugnar ante el Tribunal Electoral del Estado (TEE) de Chihuahua la designación por parte de su partido.
Finalmente, Loera resultó segundo después de la candidata de los partidos Acción Nacional y de la Revolución Democrática, María Eugenia Campos Galván,  Después de esto, Loera regresó a la Cámara de Diputados para posteriormente reincorporarse como delegado de la Secretaría del Bienestar para el estado de Chihuahua a finales de 2021.

### Senador por Chihuahua (2024-2030)
El 24 de noviembre de 2023, Loera renunció por segunda ocasión a la Secretaría del Bienestar para buscar ser candidato por segunda ocasión de Morena a la presidente municipal de Ciudad Juárez o candidato a senador por Chihuahua. Finalmente, el 20 de diciembre de 2023 se anunció que Loera sería candidato al Senado por la coalición Sigamos Haciendo Historia, conformada por los partidos Morena, del Trabajo y Verde Ecologista de México, en fórmula con Andrea Chávez Treviño para las elecciones de 2024.
En las elecciones generales del 2 de junio de 2024, fue electo senador de la república, al obtener su fórmula el 51.70% de los votos, trece puntos encima del binomio liderado por la candidatura del panista Mario Vázquez Robles que logró el 37.95%; obteniendo su escaño por el principio de la mayoría relativa junto con la diputada federal Andrea Chávez Treviño. 